# Rissho-universiteit
De Rissho-universiteit (立正大学, Risshō Daigaku) is een van de oudste universiteiten van Japan. De universiteit bevindt zich in Tokio.

## Overzicht
De universiteit werd opgericht in 1580 als een religieus instituut voor jonge monniken van het Nichiren-boeddhisme.
Vandaag de dag telt de universiteit acht faculteiten met 20 departementen. De universiteit biedt plaats aan ongeveer 11.900 studenten. Ongeveer 300 daarvan zijn buitenlandse studenten.

## Campus
De universiteit heeft twee campussen: campus Osaki en de campus Kumagaya.
Campus Osaki ligt in de speciale wijk Shinagawa. In 1992 werd de campus uitgebreid met een 12 verdiepingen tellend onderzoeksgebouw, een administratiegebouw, klaslokaal, bibliotheek en auditorium ter herinnering Ishibashi Tanzan.
Campus Kumagaya ligt in de stad Kumagaya (Saitama), ongeveer 60 kilometer ten noordwesten van Tokio. Hier bevinden zich naast klaslokalen ook een gymnasium, een bibliotheek, een museum en andere faciliteiten. Hier bevinden zich de faculteiten voor rechten, sociale welvaart en geologische wetenschappen.